# Mayuko Iwasa
Mayuko Iwasa (jap. 岩佐 真悠子 Iwasa Mayuko; ur. 24 lutego 1987 w Nerimie, Tokio) – japońska aktorka i modelka.

## Życiorys
Była Miss Magazine 2003. Iwasa została nagrodzona nagrodą Graph, na ceremonii Nagród Złotej Strzały w marcu 2005 roku. W czerwcu 2005 roku Iwasa nagrała duet z Naoyą Ogawą "Katte ni Shinryakusha", która to piosenka była użyta jako zakończenie Keroro gunsō. Oboje pojawili się w Music Station i Pop Jam.

## Filmografia

### Seriale
- Kizoku Tantei (Fuji TV2017) gościnnie
- Taikomochi no Tatsujin ~ Tadashii XX no Homekata (TV Tokyo 2015)
- Kurofuku Monogatari (TV Asahi 2014)
- First Class (Fuji TV 2014)
- Doubles ~ Futari no Keiji (TV Asahi 2013) gościnnie
- Keiji no Manazashi (TBS 2013)
- Somato Kabushiki Gaisha (TBS 2012)
- Kagi no Kakatta Heya (Fuji TV 2012)
- Deka Kurokawa Suzuki (NTV 2012)
- Hanazakari No Kimitachi E ~Ikemen Paradise~ (Fuji TV 2011) odc.7
- Saijo no Meii (TV Tokyo 2011) odc.4
- Nazotoki wa Dinner no Ato de (Fuji TV 2011) gościnnie
- Don Quixote (NTV 2011) gościnnie
- Barairo no Seisen (TV Asahi 2011) gościnnie
- Team Batista no Eiko SP 3 (Fuji TV 2011)
- Kioku no Umi (TBS 2010)
- Trouble man (TV Tokyo 2010)
- Face Maker (NTV 2010) gościnnie
- Kochikame (TBS 2009) odc.1
- Gyne (NTV 2009) odc.1
- Welkame (NHK 2009)
- Maid Deka (TV Asahi 2009) odc.5
- Mei-chan no Shitsuji (Fuji TV 2009)
- Celeb to Binbo Taro (Fuji TV 2008) odc.1
- Hanazakari No Kimitachi E ~Ikemen Paradise~ SP (Fuji TV 2008)
- Hontou ni Atta Kowai Hanashi Byoshitsu no Jyunin (Fuji TV 2008)
- Otome no Punch (NHK 2008)
- Ryokiteki na Kanojo (TBS 2008) odc.1
- Torishimarare Yaku Shinnyu Shain (TBS 2008)
- Loss Time Life (Fuji TV 2008) historia 8
- Sasaki Fusai no Jingi Naki Tatakai (TBS 2008) odc.4
- Detective Conan 2 (NTV 2007)
- Hanazakari No Kimitachi E ~Ikemen Paradise~ (Fuji TV 2007)
- Fufudo (TBS 2007) odc.7
- LIAR GAME(Fuji TV 2007)
- Tsubasa No Oreta Tenshitachi 2 (Fuji TV 2007) odc.4
- Jigoku Shoujo (NTV 2006) odc.9
- Nodame Cantabile (Fuji TV 2006)
- Detective Conan (YTV 2006)
- Galcir (NTV 2006)
- Sengoku Jieitai (NTV 2006)
- Yaoh (TBS 2006)
- Hontou ni Atta Kowai Hanashi Byoto no Nuigurumi (Fuji TV 2006)
- Brother Beat (TBS 2005)
- Chakushin Ari (TV Asahi 2005)
- Densha Otoko SP (Fuji TV 2005)
- Ganbatte Ikimasshoi (KTV 2005)
- 15 sai no blues (Fuji TV 2005)
- Seishun no Mon (TBS 2005)
- 87% (NTV 2005)
- Deep Love (TV Tokyo 2004)

### Filmy
- Otoko no Isshou (2015)
- 25 Nijyu-Go (2014)
- Passion (2013)
- 009-1: The End of the Beginning (2013)
- Cult (Karuto) (2013)
- MILOCRORZE - A Love Story (2012)
- Actress (2012)
- Shinobido (2012)
- Koitani Bashi: La Vallee de l'amour (2011)
- Utsukushiki mehyo: Body sniper (2010)
- Kujira: Gokudo no Shokutaku (2009)
- Kuchisake-onna 2 (2008)
- Sugar & Spice~Fuumi Zekka~ (2006)
- Einstein Girl (2005)
- Space Police (2005)
- Sayonara Midori-chan (2004)
- Shibuya Kaidan: Sa-chan no Toshi Densetsu (2004)
- Chicken Deka (2004)
- Umeku Haisuikan (2004)
- Omoi no Iro (2004)
- Swing Girls (2004)